# GeoWorks
GeoWorks Corp. (anteriormente Berkeley Softworks), fue un conocido fabricante de software para muchas computadoras hogareñas de la década de 1980. Berkeley Softworks se hizo particularmente conocido con el sistema operativo GEOS, que se usa principalmente en computadoras de 8 bits del fabricante estadounidense de computadoras Commodore International. 
Además del sistema operativo GEOS, Berkeley Softworks también vendió otros programas como GeoWrite, GeoPaint, GeoCalc y GeoFile. El programa PrintMaster también proviene de Berkeley Softworks. Además, dos juegos de Data East fueron portados al C64. Estos fueron Karate Champ y Kung-Fu Master. 

## Historia
En 1980, Brian Dougherty dejó IBM para trabajar en el Intellivision. Después de un año, también dejó Mattell para fundar Imagic con ex empleados de Mattel. Imagic tuvo mucho éxito y luchó por la participación de mercado con Activision, pero Imagic también se declaró en quiebra durante la crisis del videojuego. 
Brian Dougherty fundó The Softworks en 1983 para desarrollar un sistema informático llamado Sky Tray con un fabricante de baterías.
En 1990, el nombre se cambió a GeoWorks y a fines del mismo año, GeoWorks Ensemble 1.0, una versión GEOS para dispositivos compatibles con IBM-PC, se mostró al público mundial en COMDEX en Las Vegas. Esta interfaz gráfica de usuario PC/GEOS no solo ganó muchos seguidores en los años siguientes, sino también algunos premios notables. A Microsoft le preocupaba porque veía una amenaza para los productos Works y Windows 3.1. GeoWorks se mantuvo fuerte y fue un fabricante líder de sistemas operativos durante más de dos años. Sin embargo, el SDK para GEOS solo salió al mercado en 1993 y PC/GEOS se mantuvo en 16 bits. Fue solo con el sistema operativo Windows 95 de 32 bits que Microsoft pudo recuperar su supremacía en el área de las interfaces de usuario.
A fines de la década de los noventa, GeoWorks cambió de comunicaciones y servicios de escritorio a servicios de radio en esta área. Esto fue seguido por un período corto pero exitoso en el que invirtieron compañías conocidas como Novell, Amazon y Hewlett Packard. En 2003, sin embargo, la compañía fue tomada y liquidada por un inversionista de Texas.